# Cola clavata
Cola clavata är en malvaväxtart som beskrevs av Maxwell Tylden Masters. Cola clavata ingår i släktet Cola och familjen malvaväxter. Inga underarter finns listade i Catalogue of Life.